# Fred Brand
Fred Brand, właśc. Charles Fredrick Brand (ur. 3 lutego 1925 w Spalding, zm. 2 grudnia 2016) – brytyjski żużlowiec.

## Życiorys
Największy sukces w karierze odniósł w 1954, awansując do finału indywidualnych mistrzostw świata na żużlu, w którym zajął VIII miejsce.
W lidze brytyjskiej startował w barwach klubu Norwich Stars (1953–1955).